# Хенри Черни
Хенри Черни (Henry Czerny) е канадски актьор, роден през февруари 1959 г. в Торонто.
От 2001 г. е женен за Клодин Касиди.

## Избрана филмография
- „Реална опасност“ (1994)
- „Хоуп“ (1996)
- „Невъзможна мисия“ (1996)
- „Ледената буря“ (1997)
- „Раздвижване“ (2000)
- „Убежище“ (2001)
- „Хаос“ (2005)
- „Дяволът в Емили Роуз“ (2005)
- „Розовата пантера“ (2006)

Телевизия
- „Династията на Тюдорите“ (2007)
- „Отмъщението“ (2011-2014)